# John Pew
John Pew (Grand Rapids, Michigan, 1 april 1956) is een Amerikaans autocoureur. In 2012 won hij de 24 uur van Daytona.

## Carrière
Pew begon zijn autosportcarrière in 2000 op 44-jarige leeftijd bij de raceschool van Skip Barber. In 2004 debuteerde hij in de sportwagens, toen hij voor het team Baughman Racing in een Chevrolet Corvette deelnam aan de 24 uur van Daytona. In 2005 stapte hij over naar het Star Mazda Championship, waarin hij kampioen werd in de klasse voor coureurs van 45 jaar en ouder. In 2006 werd hij zesde in deze klasse, maar behaalde hij wel twee zeges in zijn klasse. Dat jaar nam hij ook voor de tweede keer deel aan de 24 uur van Daytona, waarin hij voor Synergy Racing zeventiende in de GT-klasse werd.
In 2007 stapte Pew volledig over naar de sportwagens en debuteerde hij in de Prototype-klasse van de Rolex Sports Car Series, waarin hij samen met Ian James voor Michael Shank Racing reed. Hij eindigde zijn eerste seizoen op plaats 25 in het kampioenschap. In 2008 behaalde hij zijn eerste zege: samen met James en Raphael Matos won hij de seizoensfinale op het Miller Motorsports Park. Mede hierdoor werd hij negende in het klassement. In 2009 kreeg hij met Michael Valiante een nieuwe teamgenoot. Samen werden zij derde in de race op het Barber Motorsports Park, en Pew werd twaalfde in de eindstand.
In 2010 kreeg Pew opnieuw een nieuwe teamgenoot in de Rolex Sports Car Series; ditmaal kwam Oswaldo Negri jr. naast hem rijden. Zij behaalden drie podiumplaatsen op Barber, de Mid-Ohio Sports Car Course en de Daytona International Speedway en werden zo zevende in de eindstand. In 2011 bleef het succes beperkt tot een enkele podiumfinish op Lime Rock Park, maar verbeterden zij zich wel naar de zesde plaats in het klassement. In 2012 wonnen zij, samen met A.J. Allmendinger en Justin Wilson, de 24 uur van Daytona. Daarnaast stonden zij in de races op het New Jersey Motorsports Park en Road America op het podium, zodat zij negende werden. In 2013 was er een enkele podiumfinish op de Kansas Speedway en werd Pew veertiende in het kampioenschap.
In 2014 werd de Rolex Sports Car Series vervangen door het United SportsCar Championship, waarin Pew samen met Negri voor Michael Shank Racing bleef rijden. Het duo behaalde een enkele podiumfinish op Road America en werd zodoende zevende in het klassement. In 2015 behaalden zij drie podiumplaatsen op Laguna Seca, het Belle Isle Park en het Mosport Park, met een zesde plaats in de eindstand als resultaat. In 2016 wonnen zij twee races op Laguna Seca en Road Atlanta, maar Pew moest de race op het Belle Isle Park aan zich voorbij laten gaan. Zodoende werd hij in zijn eentje achtste in het kampioenschap. Ook reed hij dat jaar samen met Negri en Laurens Vanthoor in de 24 uur van Le Mans, waarin hij negende werd in de LMP2-klasse. Na dit jaar stopte hij als coureur.